# Ballad of Hollis Brown
Ballad of Hollis Brown is een nummer dat geschreven is in 1962 (of misschien eerder) door Bob Dylan. Bob Dylan zong het diverse malen live in de jaren 1962-1964 en speelde daarbij gitaar en soms mondharmonica. Veel opnamen van het nummer zijn terug te vinden op bootlegalbums.
Dylan nam het nummer in de studio op voor The Freewheelin' Bob Dylan van 1963, maar de opname werd niet gebruikt. Op deze versie speelde hij gitaar en mondharmonica. Voor zijn volgende album, The Times They Are a-Changin', nam hij het nummer op 6 en 7 augustus 1963 opnieuw op in de studio van Columbia, deze keer alleen begeleid door een akoestische gitaar.
Dylan bracht het nummer samen met Keith Richards en Ron Wood tijdens het benefietconcert Live Aid in 1985.

## De tekst
Hollis Brown is een boer in South Dakota, gekweld door armoede en tegenslagen. Uiteindelijk ziet hij geen andere oplossing meer dan zijn vrouw, zijn vijf kinderen en ten slotte zichzelf dood te schieten:
There’s seven people dead on a South Dakota farm
There’s seven people dead on a South Dakota farm
Somewhere in the distance there’s seven new people born
Het bijzondere van het nummer is dat Hollis Brown in de tweede persoon wordt toegesproken:
Your grass is turning black; there’s no water in your well
Opvallend is ook het mededogen dat de zanger heeft met de moordenaar en het begrip voor diens daad.
De melodie en het thema zijn geïnspireerd door Pretty Polly, een Engels volksliedje dat overgewaaid was naar de Appalachen, waarin een meisje door haar minnaar wordt vermoord omdat ze zwanger is. Zowel Ballad of Hollis Brown als Pretty Polly is opgebouwd uit coupletten van drie regels, waarvan de eerste twee steeds identiek zijn.

## Coverversies
- Nina Simone zong het nummer op haar album Let it all out van 1965.[3]
- Hugues Aufray zong een Franse vertaling (Ballade de Hollis Brown) op het album Aufray chante Dylan van 1965.[4]
- Nazareth bracht het nummer op het album Loud 'n' proud van 1973.[5]
- Cornelis Vreeswijk zong het nummer in het Zweeds onder de titel Kalle Holm op het album Getinghonung van 1974.[6]
- Leon Russell zette het nummer op zijn album Stop all that jazz van 1974.[7]
- The Stooges namen het nummer tweemaal op: voor Death trip (1988)[8] en Wild love (2001).[9]
- The Neville Brothers brachten het nummer op het album Yellow moon uit 1989.[10]
- Stephen Stills nam het nummer op voor zijn album Stills alone van 1991.[11]
- Old Blind Dogs brachten het nummer op hun album Legacy van 1995.[12]
- Entombed zette het nummer op de ep's Wreckage (1997)[13] en Black Juju (1999).[14]
- Hootie & the Blowfish namen het nummer op voor het tribuutalbum The Times They Are a Changin': A Tribute to Bob Dylan Volume 3 uit 1998.[15]
- The Pretty Things zetten het nummer op hun album Balboa Island van 2007.
- Francis Cabrel nam het nummer in het Frans op als L'histoire d'Hollis Brown op het  album Vise le ciel ou Bob Dylan revisité van 2012.[16]
- Rise Against speelde het nummer voor het tribuutalbum Chimes of freedom: The songs of Bob Dylan.[17]
- David Lynch maakte in 2013 de plaat The big dream, met elf eigen liedjes plus Ballad of Hollis Brown.[18]
- Hans Theessink nam het nummer op voor zijn album Wishing well van 2013.[19]
- Karan Casey zette het nummer op haar album Hieroglyphs that tell the tale van 2018.[20]